# Tensiòmetre (edafologia)

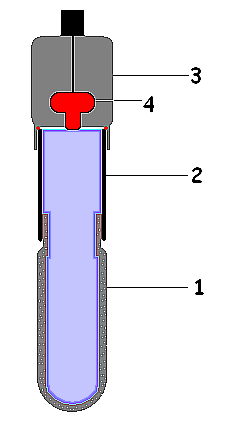
Sonda d'un tensiòmetre electrònics: (1) tassa porosa; (2) tub omplert d'aigua; (3) cap sensor; (4) sensor de la pressió

Un tensiòmetre en edafologia és un instrument de mesura que es fa servir per determinar el potencial d'aigua matricial ({\displaystyle \Psi _{m}}) (la tensió d'humitat del sòl) en la zona vadosa. L'aparell típicament consta d'un tub de plàstic o de vidre amb una tassa de ceràmica porosa i està omplert d'aigua. La part de dalt del tub està o bé al buit o té un capell de goma. El tensiòmetre s'enterra al sòl i es fa servir una bomba manual per a fer un buit parcial. A mesura que l'aigua és empesa cap enfora per les plantes i l'evaporació (per l'evapotranspiració), s'incrementa el buit interior del tub. A mesura que s'afegeix aigua al sòl (per la pluja o el reg) el buit de l'interior del tub disminueix. La lectura del valor en l'aparell depén segons el tipus de sòl, el contingut d'humitat i per la histèresi segons la història de saturació del sòl.
Aquests tensiòmetres es fan servir en la programació del reg en agricultura. En conjunció amb la corba de retenció d'aigua, els tensiòmetres es poden utilitzar per determinar quina quantitat d'aigua es necessita per regar. També es fan servir aquests tensiòmetres amb finalitats científiques.